# Daniel Bejar
Daniel Bejar   (Canadà, 4 d'octubre de 1972) és un músic i compositor independent de Vancouver conegut per les seves lletres elaborades i sovint críptiques i per les veus poc ortodoxes d'algunes cançons. Bejar ha estès la seva popularitat gràcies a les seves col·laboracions musicals amb la banda d'indie-rock de Vancouver The New Pornographers, però ha editat molt més material com a líder de la seva banda Destroyer. De manera més recent, s'ha ajuntat amb membres de Frog Eyes i Wolf Parade per crear un altre supergrup indie anomenat Swan Lake. També ha col·laborat amb Bonaparte, banda de la seva parella actual Sydney Vermont, amb qui també ha format la banda Hello, Blue Roses, l'àlbum de debut de la qual s'ha editat el gener de 2008.

## Destroyer
Bejar va crear Destroyer el 1995, produint el seu àlbum de debut, el lo-fi We'll Build Them a Golden Bridge, fet al seu estudi de gravacions de Vancouver. Bejar estava guanyant popularitat, i va reclutar John Collins per a City of Daughters després del qual varen formar una banda junts. L'any 2000 el grup es va dissoldre i Bejar va passar unes llargues vacances a Espanya.
Després d'aquesta pausa, va tornar a Vancouver per publicar Thief, un altre cop amb Destroyer, l'any 2000. Interpretat com una acusació a la indústria discogràfica per molts crítics, el disc va portar Destroyer a un reconeixement significatiu.
Després de publicar Thief, Bejar es va centrar més en la seva música i va iniciar les seves contribucions musicals amb The New Pornographers. Després de la publicació de Streethawk: A Seduction a Misra Records l'any 2001, Destroyer va començar a aixecar un cert seguiment de culte. Va fer uns quants concerts amb la banda Frog Eyes com a suport, fet que va inspirar Notorious Lightning & Other Works, una relectura de sis cançons de l'àlbum Your Blues amb Frog Eyes un altre cop com a banda de suport.

## Estil
Bejar anomena l'estil de Destroyer "Blues Europeu". Sovint se'l compara amb David Bowie, però les influències que ha reconegut són Pavement, Guided by Voices i altres bandes d'indie i shoegaze. L'estil de les lletres de Bejar és significatiu per la seva poesia lírica, que sovint capfica i intriga els oients. Bejar pren frases obertament d'altres artistes i d'una varietat de fonts (i de cançons), i fins i tot de la retòrica política (ex: Evil Empire de "Ronald Reagan"). Your Blues presentava una nova direcció en l'estil de Destroyer, mercè a la introducció d'elements orquestrals així com una forta dependència dels instruments MIDI.

## Col·laboradors musicals
Durant els més de 10 anys en què Bejar ha estat tocant amb Destroyer, hi ha hagut molts canvis de formació i moltes substitucions entre els artistes amb què toca. Aquest reemplaçament continu de músics ha provocat que hom considerés Destroyer com un projecte en solitari, però Bejar sempre ha insistit que veu Destroyer com una banda, amb contribucions completes dels seus col·laboradors. Bejar ha dit a les entrevistes que mai ha estat especialment hàbil amb la logística de mantenir una banda unida.
Bejar ha dit que la formació de músics de les sessions de gravació de Destroyer's Rubies hauria de ser la formació definitiva i permanent de la banda en endavant. La majoria dels membres actuals ja havien tocat abans amb Bejar d'una manera o d'una altra, alguns en anteriors discos de Destroyer. Molts tenen en comú el fet de pertànyer a l'equip de producció de JC/DC (John Collins i Dave Carswell).

## Discografia
| Any  | Títol                                  | Segell                                     |
| ---- | -------------------------------------- | ------------------------------------------ |
| 1996 | We'll Build Them a Golden Bridge       | Tinker                                     |
| 1997 | Ideas for Songs                        | Granted Passage Cassettes                  |
| 1998 | City of Daughters                      | Endearing/Triple Crown Audio               |
| 2000 | Thief                                  | Catsup Plate/Triple Crown Audio/Cave Canem |
| 2001 | Streethawk: A Seduction                | Misra/Talitres                             |
| 2002 | This Night                             | Merge/Talitres                             |
| 2004 | Your Blues                             | Merge/Talitres/Acuarela                    |
| 2005 | Notorious Lightning & Other Works (EP) | Merge                                      |
| 2006 | Destroyer's Rubies                     | Merge                                      |
| 2008 | Trouble in Dreams                      | Merge/Rough Trade                          |